# 纳兹米·阿夫卢贾
纳兹米·阿夫卢贾（土耳其語：Nazmi Avluca，1975年11月14日—），土耳其男子摔跤运动员，主攻古典式摔跤。
自1992年，他已經不斷嬴取國際級競賽的獎牌。在2008年北京奥运会上获得古典式摔跤84公斤级项目的铜牌。